# 구리야마 히데키
구리야마 히데키(일본어: 栗山 英樹, 1961년 4월 26일 ~ )는 일본의 전 프로 야구 선수이자 야구 지도자, 야구 해설가·평론가이다. 도쿄도 고다이라시 출신이며 현역 시절 포지션은 외야수였다.
2012년부터 2021년까지 홋카이도 닛폰햄 파이터스 감독을 역임했다. 일본의 프로 야구의 감독으로서 국립대학 출신과 대학 교수의 경력을 가진 인물은 사상 최초이다.

## 인물

### 프로 입단 전
야구를 좋아하는 형에 의해 초등학교 시절부터 야구를 시작했다. 중학교에 입학한 후 일단 야구에서 손을 떼고 배구부의 센터 공격수로서 활약, 이 때에 터득한 플라잉리시브가 후의 외야에서 수비할 때의 화려한 다이빙 캐치를 만들어 내게 된다. 중학교 3학년 때에는 현지 고다이라시에 소재한 경식 야구 클럽에 소속되어 투수로서 미일 대회에 출전하는 등 대회 MVP를 차지했다.
그 후 소카 고등학교에 진학하여 1학년 때부터 벤치에 들어갔지만 소카 고등학교의 고시엔 대회에 진출하는 길은 험난해보였다. 3학년 때 주장 겸 에이스로서 팀을 견인했지만 봄에 열린 도쿄 대회에서는 와세다 실업고등학교한테 0대 3으로 패해 간토 지역 대회 출전권을 놓쳤고 우승 후보로서 기대된 하계 니시토쿄 대회 4차전에서 패배하는 등 고시엔 대회의 꿈은 무산되었다. 이후에는 교사가 되겠다는 목표를 두고 국립대학인 도쿄 학예 대학 교육학부에 합격했다.
도쿄 학예 대학의 야구부에 입단하면서 투수와 내야수로서 활약을 했다. 도쿄 신대학 야구 연맹에서는 투수로서 1학년 춘계 시즌과 2학년 춘계 시즌에서의 리그 우승을 달성했지만 오른쪽 팔꿈치에 부상 당한 이후에는 투수로서의 체력적인 한계를 느껴 야수로 전향하게 되었다. 대학 시절의 통산 성적은 투수로서는 25승 8패, 타자로서 타율 3할 8푼 9리(리그에서는 역대 3위)라는 예상 외의 성적을 남겼다. 재학 중 초·중·고등학교 교원 자격증을 취득하였고 졸업 후에는 교사를 목표로 하고 있었지만 야구 선수의 꿈을 버리지는 않았고 그 후 야쿠르트 스왈로스의 입단 테스트에 응시했다. 그 결과, 드래프트 번외로 야쿠르트 스왈로스에 입단할 수 있었다.

### 프로 야구 선수 시절
입단 1년째인 1984년에는 유격수로서 1군에 데뷔를 하였지만 프로 선수로서의 너무 높은 수준에 대해 매우 충격을 받아 한 때는 야구를 그만두고 싶다는 생각을 갖기도 했다. 그런데도 사활을 걸어 프로 2년차부터는 준족을 살린 스위치 히터, 외야수의 전향을 시도했다.
2군에서의 맹연습을 한 덕택에 프로 3년차인 1986년 후반에는 주전 중견수의 자리를 차지하였고 규정 타석이 부족하면서도 시즌 타율은 3할 1리를 기록했다. 그러나 프로 2년차부터 평형감각이 미치는 세반고리관의 난치병인 메니에르병에 시달려 경기 도중에 갑작스런 현기증이 발병한 적도 있었다. 1986년 시즌 종료 후에는 병원에 장기간 입원하면서 치료에만 전념했고 이듬해 1987년 시즌 개막에는 늦지 않았지만 입원 기간에 의한 공백으로 팀의 전력에서 멀어졌다(에피소드를 참조). 시즌 후반부터는 2군에서의 연습에만 전념했지만 그 해 시즌 종료 후에 있은 스프링 캠프에서 왼발 근육에 파열을 일으키는 부상을 당했다.
5년차인 1988년에는 근육 파열의 영향으로 시즌 개막 이후 2개월 동안 헛되게 보냈지만 전년도에 맹연습을 한 성과도 있어 1번·중견수로 활약, 규정 타석에는 약간 부족하면서도 타율 3할 3푼 1리를 기록해 야쿠르트를 4위로 끌어올리는 데에 기여했다. 이듬해 1989년에는 개막 이후부터 주로 2번 타자와 중견수로서 활약하는 등 처음으로 규정 타석을 채워 타율은 2할 5푼 5리에 끝났지만 40개의 희생타를 기록하면서 수비 범위가 넓었다는 평가를 받아 골든 글러브상을 수상했다.
그러나 이듬해인 1990년에 노무라 가쓰야가 감독으로 취임하면서 당시 무명이었던 야나다 고이치를 중견수로 발탁한 것에 의해 다시 주전 자리를 빼앗겼고 오른쪽 팔꿈치의 통증과 메니에르병 재발의 불안으로 1990년 시즌 끝으로 현역에서 은퇴했다.

### 그 후
1991년부터 2011년까지 야구 해설가와 스포츠 캐스터로서 활동하는 등 TV 아사히( ~ 1993년, 2001년 이후)를 비롯한 TBS TV와 TBS 라디오에도 출연했고 스포츠 닛폰의 전속 야구 평론가로도 활동한 것 외에도 모교인 도쿄 학예 대학에서 강사를 맡아 유소년 야구 보급에도 노력했다. 2004년부터 하쿠오 대학의 조교수, 2007년부터 준교수를 거쳐 2008년에 교수로 승진했고 하쿠오 대학 경영학부 교수로서 스포츠 미디어론과 야구를 중심으로 하는 강의를 중점적으로 맡았다.
홋카이도의 구리야마정으로부터 관광 홍보대사를 맡아달라는 제안을 받아 구리야마 정의 주민들과 친분을 쌓고 있던 것을 계기로 사재를 털어 천연잔디의 야구장과 연습장 등을 겸해서 갖춘 전용 야구장이 2002년에 완공되었다. 그 곳에서는 소년 야구 교실과 각종 대회가 열리는 등 어린이들의 꿈을 기르는 무대로 발전해가고 있는데 2009년에는 이 공로를 인정받아 잔디 학회에서 주어지는 문화 대상의 수상자로 선정되기도 했다. 그리고 홋카이도에 본거지를 옮기고 있는 관계도 있어 닛폰햄 파이터스가 본거지를 도쿄에서 홋카이도로 옮기기 직전인 2003년부터는 HBC 라디오를 시작으로 하는 홋카이도내 방송국에서 닛폰햄의 경기를 중계하는 프로그램에 등장하여 해설을 실시하고 있었다.
2000년대 이후에는 일본 야구 기구 등이 개최하는 심포지엄 ‘꿈 저편에’ 제1회(2003년) 때부터 사회를 맡는 등 프로 야구 선수와 고교 야구 선수들 간의 교류 사업에도 적극적으로 참가하고 있고 2007년에는 현역 시절 친정팀인 야쿠르트의 선수 겸 감독 후루타 아쓰야의 은퇴에 의해 차기 감독 후보로 유력하게 거론되었지만 실현되지 않았다.
2009년에는 아마추어 자격을 채우지 않은 전직 프로 야구 선수로서는 처음으로 일본 고등학교 야구 연맹으로부터 고교 야구 선수들에 대한 직접 취재를 허용했다(일본 학생 야구 헌장 제10조의 의한 특례 조치). 2009년 이후의 전국 고등학교 야구 선수권 대회 기간 중에는 프로 야구 해설과 평론 등의 활동을 병행하면서 아사히 방송의 《열투! 고교 야구 네비게이터》의 지방 대회를 시작으로 아사히 방송이 제작하는 정보 프로그램( 《열투 코시엔》 등)에서 사회나 취재를 담당하고 있었다.
2011년 11월 3일, 나시다 마사타카의 후임으로 홋카이도 닛폰햄 파이터스의 차기 감독으로 발탁되면서 2년 계약을 맺었고 등번호는 80번으로 결정했다.

## 에피소드
구리야마의 야구 인생은 질병과 부상에 시달릴 정도의 암울했던 현역 시절을 보냈는데 원인 불명의 메니에르병의 발병은 그 후 야구 인생에 깊은 그림자를 드리웠다.
메니에르병이 최초로 발병한 것은 2년째인 1985년 5월 경 2군에서 열린 정규 경기에서였다. 이 경기에서의 마지막 이닝 중에 지면이 갑작스럽게 흔들리기 시작하면서 공이 두 세 개로 보이게 될 정도였고 나머지는 혼자서 경기 종료를 앞둔 상황에서 벤치를 향해 교체 사인을 내보냈다. 그러나 1군과 2군 사이의 경계선에 있던 구리야마는 그 이후에 현기증이 일어나면서도 수뇌진에게 이 사실을 숨겼고 머리가 어지러우면서도 경기에 계속 임했다고 한다.
입단 초부터 체력적이나 기술적으로도 다른 선수들에 비해 뒤처지면서 그 차이를 맹연습으로 커버해 온 구리야마에게 있어서 다른 선수들과 함께 연습할 수 없게 되는 것은 즉 은퇴를 의미하고 있었다. 이 무렵부터는 본인도 선수 생명이 그만큼 길면 안된다는 것을 깨닫고 있는 듯하다.
1985년 시즌 종료 후에는 의도적으로 세반고리관을 마비시키는 치료를 받아 일시적으로 회복되었지만, 이듬해 1986년 시즌 종반에는 경기 도중에 현기증이 다시 일어났다. 1986년 오프에는 병원에 장기간 입원하면서 스프링 캠프에도 참가하지 못했고 언제 이 병이 재발할 지 모르는 미래가 불투명한 상황 속에서 병원 생활을 보내게 된다. 그러나 우연히 아는 사이가 된 같은 병동에 있던 어린이가 본인보다 더 심각한 병을 앓고 있다는 사실을 알게 되고 나서는 자신의 느슨함을 부끄러워하면서 “또 발병해도 그것은 어쩔 수 없다. 단 한 번 뿐인 기회의 정신으로 삼아 야구에 전력을 다하자”라는 적극적인 기분을 갖게 되었다고 후에 말하고 있다.

## 상세 정보

### 출신 학교
- 소카 고등학교
- 도쿄 학예 대학

### 선수 경력
- 야쿠르트 스왈로스(1984년 ~ 1990년)

### 지도자·기타 경력
- TV 아사히, 도쿄 방송, TBS 라디오 등에서 야구 해설위원으로 활동(1991년 ~ 2011년)
- 하쿠오 대학 경영학부 교수(2004년 ~ 2011년)
- 홋카이도 닛폰햄 파이터스 감독(2012년 ~ 2021년)

### 수상·타이틀 경력
- 골든 글러브상 : 1회(1989년)
- 퍼시픽 리그 우승 감독상(2012년)
- 쇼리키 마쓰타로상(2016년)

### 개인 기록

#### 첫 기록
- 첫 출장 : 1984년 10월 8일, 대 요코하마 다이요 웨일스 25차전(메이지 진구 야구장), 9회초에 미즈타니 신타로를 대신해 유격수로서 출장
- 첫 안타 : 1985년 8월 1일, 대 요코하마 다이요 웨일스 12차전(메이지 진구 야구장), 8회말에 미야모토 겐지의 대타로서 출장, 엔도 가즈히코로부터 단타
- 첫 선발 출장 : 1985년 10월 5일, 대 요코하마 다이요 웨일스 20차전(메이지 진구 야구장), 8번·우익수로서 선발 출장
- 첫 도루 : 1985년 10월 12일, 대 요코하마 다이요 웨일스 21차전(요코하마 스타디움), 6회초에 2차례(투수 : 가도타 후미아키, 포수 : 고야마 아키하루)
- 첫 타점 : 1985년 10월 9일, 대 한신 타이거스 22차전(한신 고시엔 구장), 8회초에 후쿠마 오사무로부터 내야 땅볼 사이에 기록
- 첫 홈런 : 1986년 6월 28일, 대 한신 타이거스 14차전(메이지 진구 야구장), 9회말에 이토 후미타카로부터 솔로 홈런

#### 기타
- 한 경기 4개 희생타 : 1989년 6월 4일, 대 주니치 드래곤스 8차전(메이지 진구 야구장)

### 등번호
- 46(1984년 ~ 1989년)
- 4(1990년)
- 80 (2012년 ~ 2021년)

### 연도별 타격 성적
| 연 도      | 소 속      | 경 기 | 타 석 | 타 수 | 득 점 | 안 타 | 2 루 타 | 3 루 타 | 홈 런 | 루 타 | 타 점 | 도 루 | 도 루 자 | 희 생 번 | 희 생 플 | 볼 넷 | 고 4 | 사 구 | 삼 진 | 병 살 타 | 타 율 | 출 루 율 | 장 타 율 | O P S |
| ---------- | ---------- | ----- | ----- | ----- | ----- | ----- | ------- | ------- | ----- | ----- | ----- | ----- | -------- | -------- | -------- | ----- | ---- | ----- | ----- | -------- | ----- | -------- | -------- | ----- |
| 1984년     | 야쿠르트   | 2     | 1     | 1     | 0     | 0     | 0       | 0       | 0     | 0     | 0     | 0     | 0        | 0        | 0        | 0     | 0    | 0     | 0     | 0        | .000  | .000     | .000     | .000  |
| 1985년     | 야쿠르트   | 29    | 18    | 18    | 9     | 5     | 1       | 0       | 0     | 6     | 1     | 1     | 0        | 0        | 0        | 0     | 0    | 0     | 1     | 1        | .278  | .278     | .333     | .611  |
| 1986년     | 야쿠르트   | 107   | 258   | 239   | 34    | 72    | 5       | 0       | 4     | 89    | 14    | 8     | 5        | 9        | 0        | 4     | 0    | 6     | 26    | 0        | .301  | .329     | .372     | .701  |
| 1987년     | 야쿠르트   | 72    | 99    | 92    | 13    | 18    | 1       | 1       | 0     | 21    | 5     | 0     | 1        | 3        | 0        | 3     | 1    | 1     | 7     | 3        | .196  | .229     | .228     | .457  |
| 1988년     | 야쿠르트   | 90    | 370   | 338   | 33    | 112   | 11      | 4       | 0     | 131   | 17    | 7     | 5        | 20       | 0        | 7     | 0    | 5     | 33    | 0        | .331  | .354     | .388     | .742  |
| 1989년     | 야쿠르트   | 125   | 484   | 420   | 49    | 107   | 18      | 3       | 2     | 137   | 26    | 4     | 4        | 37       | 4        | 17    | 2    | 6     | 34    | 5        | .255  | .291     | .326     | .617  |
| 1990년     | 야쿠르트   | 69    | 109   | 96    | 15    | 22    | 0       | 1       | 1     | 27    | 4     | 3     | 0        | 10       | 0        | 2     | 0    | 1     | 7     | 3        | .229  | .253     | .281     | .534  |
| 통산 : 7년 | 통산 : 7년 | 494   | 1339  | 1204  | 153   | 336   | 36      | 9       | 7     | 411   | 67    | 23    | 15       | 79       | 4        | 33    | 3    | 19    | 108   | 12       | .279  | .308     | .341     | .649  |

### 감독으로서의 팀 성적

#### 정규 시즌
| 연도        | 소속        | 순위        | 경기 | 승리 | 패전 | 무승부 | 승률 | 승차                     | 팀 홈런                  | 팀 타율                  | 팀 평균자책점            | 연령                     |
| ----------- | ----------- | ----------- | ---- | ---- | ---- | ------ | ---- | ------------------------ | ------------------------ | ------------------------ | ------------------------ | ------------------------ |
| 2012년      | 닛폰햄      | 1위         | 144  | 74   | 59   | 11     | .556 | -                        | 90                       | .256                     | 2.89                     | 51세                     |
| 2013년      | 닛폰햄      | 6위         | 144  | 64   | 78   | 2      | .451 | 18.5                     | 105                      | .256                     | 3.74                     | 52세                     |
| 2014년      | 닛폰햄      | 3위         | 144  | 73   | 68   | 3      | .518 | 6.5                      | 119                      | .251                     | 3.61                     | 53세                     |
| 2015년      | 닛폰햄      | 2위         | 143  | 79   | 62   | 2      | .560 | 12.0                     | 106                      | .258                     | 3.62                     | 54세                     |
| 2016년      | 닛폰햄      | 1위         | 143  | 87   | 53   | 3      | .621 | -                        | 121                      | .266                     | 3.06                     | 55세                     |
| 2017년      | 닛폰햄      | 5위         | 143  | 60   | 83   | 0      | .420 | 34.0                     | 108                      | .242                     | 3.84                     | 56세                     |
| 2018년      | 닛폰햄      | 3위         | 143  | 74   | 66   | 3      | .529 | 13.5                     | 140                      | .251                     | 3.77                     | 57세                     |
| 2019년      | 닛폰햄      | 5위         | 143  | 65   | 73   | 5      | .471 | 13.0                     | 93                       | .251                     | 3.76                     | 58세                     |
| 2020년      | 닛폰햄      | 5위         | 120  | 53   | 62   | 5      | .461 | 20.0                     | 89                       | .249                     | 4.02                     | 59세                     |
| 2021년      | 닛폰햄      | 5위         | 143  | 55   | 68   | 20     | .447 | 14.0                     | 78                       | .231                     | 3.32                     | 60세                     |
| 통산 : 10년 | 통산 : 10년 | 통산 : 10년 | 1410 | 684  | 672  | 54     | .504 | A클래스 5회, B클래스 5회 | A클래스 5회, B클래스 5회 | A클래스 5회, B클래스 5회 | A클래스 5회, B클래스 5회 | A클래스 5회, B클래스 5회 |

#### 포스트 시즌
| 연도   | 소속   | 경기명                                            | 상대팀                                      | 성적                           |
| ------ | ------ | ------------------------------------------------- | ------------------------------------------- | ------------------------------ |
| 2012년 | 닛폰햄 | 퍼시픽 리그 클라이맥스 시리즈 파이널 스테이지(※1) | 후쿠오카 소프트뱅크 호크스(퍼시픽 리그 3위) | 4승 0패 = 일본 시리즈 진출(※2) |
| 2012년 | 닛폰햄 | 일본 시리즈                                       | 요미우리 자이언츠(센트럴 리그 1위)          | 2승 4패 = 패전                 |
| 2014년 | 닛폰햄 | 퍼시픽 리그 클라이맥스 시리즈 퍼스트 스테이지     | 오릭스 버펄로스(퍼시픽 리그 2위)            | 2승 1패 = 파이널 스테이지 진출 |
| 2014년 | 닛폰햄 | 퍼시픽 리그 클라이맥스 시리즈 파이널 스테이지(※1) | 후쿠오카 소프트뱅크 호크스(퍼시픽 리그 1위) | 3승 4패 = 패전(※3)             |
| 2015년 | 닛폰햄 | 퍼시픽 리그 클라이맥스 시리즈 퍼스트 스테이지     | 지바 롯데 마린스(퍼시픽 리그 3위)           | 1승 2패 = 패전                 |
| 2016년 | 닛폰햄 | 퍼시픽 리그 클라이맥스 시리즈 파이널 스테이지(※1) | 후쿠오카 소프트뱅크 호크스(퍼시픽 리그 2위) | 4승 2패 = 일본 시리즈 진출(※2) |
| 2016년 | 닛폰햄 | 일본 시리즈                                       | 히로시마 도요 카프(센트럴 리그 1위)         | 4승 2패 = 일본 시리즈 우승     |
| 2018년 | 닛폰햄 | 퍼시픽 리그 클라이맥스 시리즈 퍼스트 스테이지     | 후쿠오카 소프트뱅크 호크스(퍼시픽 리그 2위) | 1승 2패 = 패전                 |

※1 클라이맥스 시리즈 파이널 스테이지는 6경기제이며 먼저 4승을 한 팀은 일본 시리즈에 진출, 리그 우승 팀에게는 1승의 어드밴티지가 주어짐.
※2 어드밴티지 1승을 포함.
※3 어드밴티지 1패를 포함.